# Erythrochiton (Rutaceae)
Erythrochiton là một chi thực vật thuộc họ Rutaceae. Chi này có các loài sau (tuy nhiên danh sách này có thể chưa đủ):
- Erythrochiton giganteus, Kaastra & A.H.Gentry
- Erythrochiton brasiliensis Nees & Mart.[1]
- Erythrochiton gymnanthus

## Hình ảnh

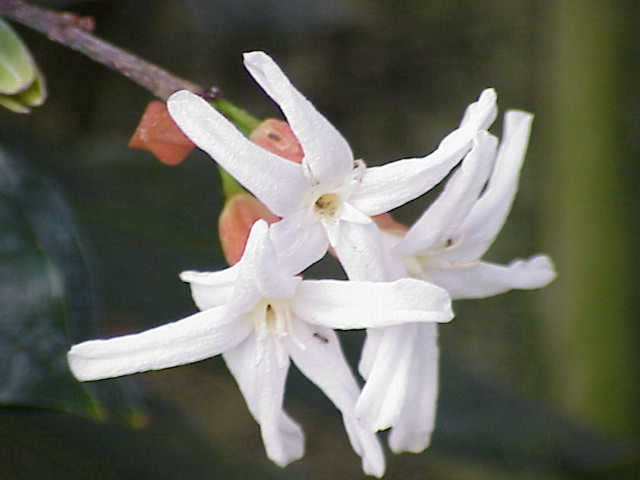
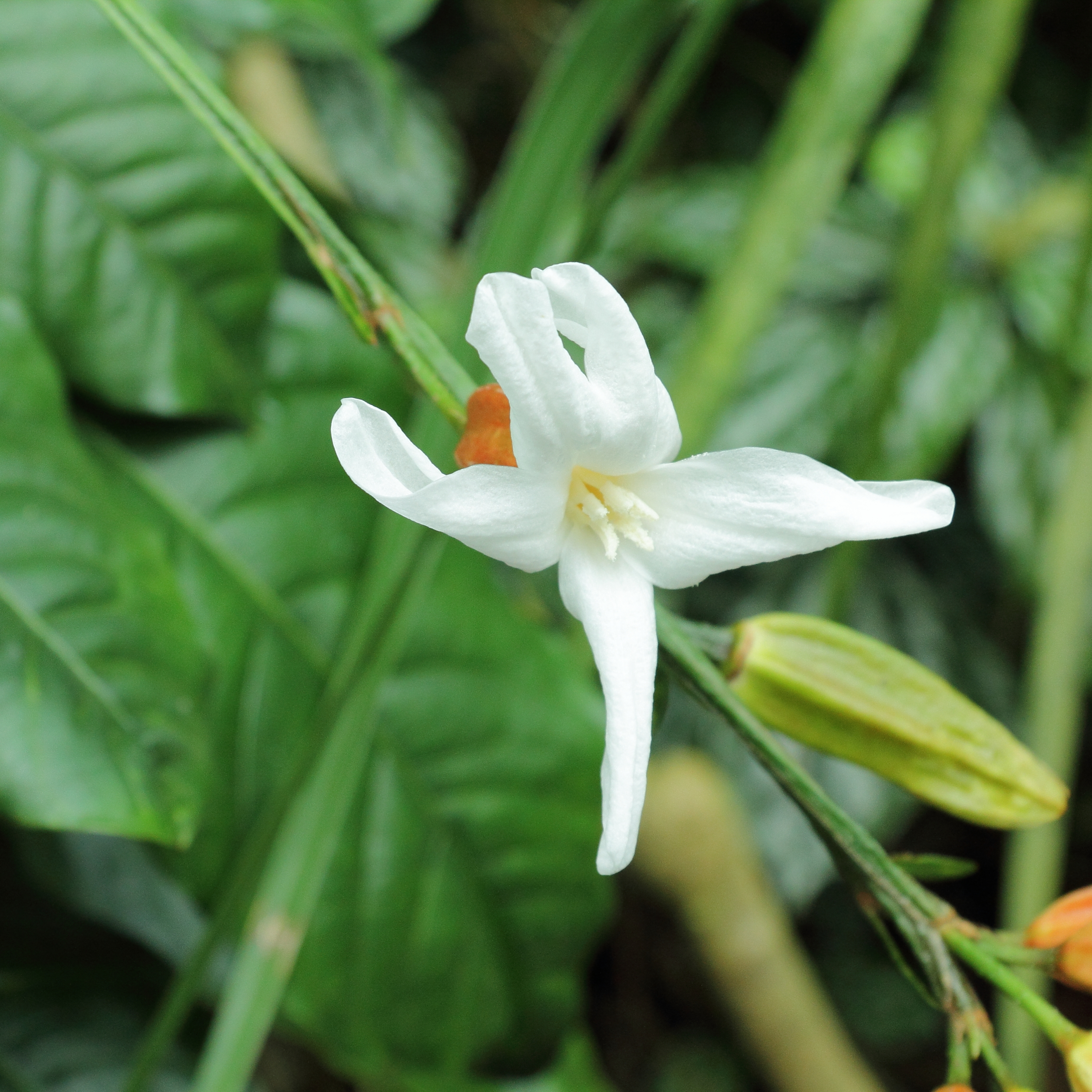